# Campanya d'Humbert a la Vall del Milo
La campanya d'Humbert a la Vall del Milo fou un conjunt d'operacions que el comandant superior del territori del Sudan Francès, Pierre Marie Gustave Humbert, va fer contra Samori Turé a la regió de la vall del riu Milo, que es va preparar a final de 1891 i es va desenvolupar els primers mesos de 1892.

## Hivernada de 1891, govern del comandant Herbin
Durant la hivernada Samori no va realitzar operacions i la guarnició de Kankan només va haver de fer dues sortides, una el 7 d'agost de 1891 per expulsar de Landikoro a un grup d'uns 270 sofes que s'hi havia establert (el tinent Mangin i el capità Barbecot van ocupar Landikoro que fou evacuat pels sofes, però la tornada es va complicar per pluges intenses que van afectar el terreny i van fer grans els marigots); i la segona operació fou poc després, quan, en saber que el tinent Marchand marxava de Sikasso a Sanankoro amb l'exèrcit de Tieba, el capità Besançon va fer un atac de distracció sobre Dabadougou on acampava una de les bandes de sofes. Dabadougou fou atacada per la 6ª companyia el 5 de setembre, mentre Barbecot va atacar amb la 9ª secció Biétrix i la meitat dels spahis Mangin; la secció Biétrix es va perdre a la nit i la 9ª companyia va quedar reduïda, així, a 65 homes que havien d'enfrontar a uns 400 homes almenys. L'atac no va reexir i la 9ª companyia va escapar per poc al seu anihilament amb ajut de la 6ª companyia, però va perdre un terç dels efectius. Les forces franceses es van retirar cap a Kankan.
El novembre les tropes de Samori foren escalonades al sud de Kankan, de Niako a Sierra Leone. L'almamy era a Massa-Makhana amb els seus lloctinents més fidels (Kaliy Alpha, Soriba, etc.), 900 infants i 400 cavallers. Bilali estava a la riba esquerra de l'alt Níger, prop de la frontera britànica amb 2,500 infants i 300 cavallers. Aquests tres grups foren enllaçats amb grups menys importants: a l'est, Karamoko estava entre Niako i Ténétou. La nit del 9 al 10 de novembre fou atacada Kankan sense èxit.
Per impedir incursions dels sofes a Futa o a Dinguiray, 20 tiradors manats pel tinent Charbonnié foren estacionats a Banko, i aviat foren reforçats provisionalment per la companyia de tiradors sudanesos. Dos seccions de tiradors i un canó es van estacionar a Siguiri, amb el sotstinent Bunas a Kouroussa, per assegurar la comunicació amb Kankan i defensar, amb la guarnició local, els territoris al nord de la línia Banko-Kankan.

## Inici del govern Humbert
El 10 d'octubre de 1891 el governador interí, comandant Herbin, va transferir el govern al tinent coronel Humbert, aquest tenia previst fer operacions contra Samori i va ordenar la lleva de companyies de tiradors auxiliars i es va ocupar del servei de re-avituallament. Els dos enfrontaments de la guarnició de Kankan en els mesos anteriors demostraven que els sofes eren enemics considerables dirigits per caps capaços i amb armes modernes. A Médine va crear dos companyies de tiradors auxiliars i va encarregar al capità Harmand dels spahis reclutar un esquadró de spahis auxiliars. Va crear també dos bateries de muntanya de 4 peces cadascuna; tanmateix va enviar tots els vehicles disponibles a Siguiri per assegurar el re-avituallament.
Aquell any les pluges es van allargar i va ploure quatre dies seguits sense parar. Després hi va haver una epidèmia de febre groga que va costar la vida a 26 europeus (8 oficials la mort dels quals es va mantenir en secret). Tot seguit hi va haver una epidèmia de pesta bovina al cercle de Nioro i es va estendre cap al sud, i els ramats destinats a la campanya van morir de l'epizootia. Humbert va intentar resoldre els problemes i es va traslladar a Siguiri, confiant els afers corrents durant la seva absència al comandant de Labouret.
D'acord amb les instruccions de M. Etienne, sots-secretari d'Estat a les Colònies, el comandant superior s'havia de mostrar prudent al perseguir a Samori, al que hauria de procurar conduir cap al sud, restablint al front de les províncies els antics caps deposats, buscant també adquirir nous territoris. A final de novembre de 1891, Henri Félix de Lamothe, governador del Senegal, li va proposar combinar l'atac amb l'acció d'un altre destacament que avançaria des de Scarcies, per barrar tot contacte entre l'almamy i els britànics de Sierra Leone. Humbert va acceptar però el govern francès no hi va donar el consentiment. Humbert llavors va buscar la cooperació del rei Tieba a qui li volia proposar un atac de distracció al sud-est mentre ell mateix atacava als sofes de front. Per això va enviar a Sikasso al capità Péroz que amb l'ajut del tinent Marchand, que hauria d'agafar si es donava el cas, la direcció de l'exèrcit bambara de Tieba; en cas de negativa, els francesos tenien ordre de retirar-se. Péroz va veure que el rei no tenia cap desig d'ajudar a França, estava fortificant la seva capital des de feia mesos i el tinent Marchand havia marxat cap al sud. Péroz va retornar a Siguiri als tres dies i va informar que Tieba ja no era un aliat i que si fins aleshores ho havia estat era per necessitat i no per convenciment.

## Preparació de la campanya sobre el terreny
Les tropes presents a Kayes, Médine i Bafoulabé (estat major, artilleria, infanteria de marina, tiradors i spahis auxiliars) foren concentrats el 21 de novembre, en un camp a 1.500 metres a l'est de la confluència del Bakhoy i el Bafing i van sortir l'endemà cap a Siguiri. A Kita es van trobar a la 8ª companyia, l'esquadró Gujet i el tinent Maritz amb els tiradors, els dos primers procedents de Nioro i el darrer de Dinguiray. El 19 de desembre van arribar a Siguiri, on ja hi havia la 7ª companyia vinguda de Ségou i la 3ª de spahis senegalesos, a més de 100 vehicles d'artilleria i un escamot de 50 auxiliars instruïts pel tinent Valentin, comandant de Siguiri. Humbert va organitzar la columna:
- Estat major amb el capità Bonnier (cap), capità Péroz (sub cap i cap d'informació); capitans Besançon, Marignac, Renauld i Mahmadou-Racine; Ponty actuava com a secretari.

- Cavalleria, un esquadró de spahis sudanesos (180 homes) del capità Goujet, amb els tinents Baratier, de Champvallier, de Sahune i Belleville; un mig esquadró de spahis senegalesos (46 homes) sota el capità Besset; un altre mig esquadró de spahis auxiliars (50 homes) del capità Harmand, amb els tinents Germain i Mangin.
- Artilleria, una bateria de 4 peces de 80mm de muntanya amb els capitans Wintemberger i Dunoyer i els tinents Hugot i Raimbaud; una secció de 80 mm de campanya del capità Jacques.
- Infanteria, mitja companyia d'infanteria de marina del capità Veillon amb els tinents Sévène i Perrin; una companyia de tiradors sudanesos (3 seccions) sota el tinent Morin i el sots tinent Voulet; tres companyies i mitja de tiradors senegalesos; 3ª companyia (3 seccions) amb el capità Réjou, el tinent Bunas i el sotstinent Mazerand; la 6ª companyia del capità Arlabosse amb els tinents Baudot, Biétrix i Tiffon; la 7ª companyia (dues seccions) del capità Menon (després es va posar malalt i el va suplir el capità Durand) amb el tinent Moreau; 9ª companyia del capità Pineau amb els tinents de Sainte-Colombe i Lauzanne; dues companyies i mitja de tiradors auxiliars la primera amb 170 homes (capità Szymanski i tinents Laurent i Maritz) i la segona amb tres seccions (capità Sansarric i tinents Cristofari, Andlauer i Manet; i un escamot d'auxliars de Siguiri sota el tinent Valentin.
- Servei del geni, un destacament d'obrer sota el capità Guittard.
- Servei de sanitat, una ambulància, metge de primera classe Primet (cap de servei); doctors Heyrié, Quennec i Boissier.
- Comboi, dues seccions de vehicles "Lefebvre" amb una mula; en total 19 vehicles i 300 portadors separats en dues parts: la primera sota el capità Ponsignon i la segona sota el capità Parisot.
- Missió topogràfica, capità Toussaint del servei geogràfic i un oficial.
- En total: 1.000 combatents dels quals 144 europeus; 2.000 no-combatents (portadors, palafreners, conductors) i 350 animals.

Les tropes van entrar a Kankan el 6 de gener de 1892. La zona estava deprimida perquè els sofes havien assolat la regió entre Siguiri i Sanankoro i calia reunir a Kankan el màxim de provisions; el tinent coronel Humbert va formar una columna de re-avituallament diferent de la de combat i que marxaria al darrere a certa distància. Aquesta columna aniria dirigida pel capità Dunoyer i estaria formada per dos combois escortats per spahis auxiliars, els spahis de Belleville, una secció de 80 mm de muntanya del tinent Hugol i la 1ª companyia d'auxiliars. Mentre duressin les operacions el comandant de Bamako, tinent Szymanski, havia de recollir tot el gra i enviar-lo a Siguiri on el tinent Seal, comandant del cercle, establiria un sistema d'aprovisionament constant de Kankan a través de piragües.
Humbert va sortir de Siguiri a final de desembre i va creuar el Tankisso i el Níger arribant a Kankan el 6 de gener al mateix dia que les tropes. El capità Roumet fou nomenat resident del cercle en lloc del capità Besançon, que era un agregat de l'estat major. La guarnició de Kankan quedava formada per la 8ª companyia, una bateria i les forces indisponibles.

## Inici de la lluita
El 9 de gener després del migdia la columna de combat va avançar cap a Bissandougou. Aviat els sofes foren assenyalats prop de Sana però es van retirar després d'una escaramussa a Mory-Moussaia. L'endemà la 6ª companyia, va trobar Sana ocupada i va atacar la població, amb ajut de la 7ª companyia i l'escamot Valentin; els sofes, que eren les bandes de N'Golo i Kago-Fodé amb 400 homes, van fugir cap al sud.
El dia 11 de gener, des de prop de Tétape, la 6ª companyia i l'escamot Valentin van entrar en contacte amb els sofes que, després d'un canvi de trets, van recular fins més enllà del Sambi-Ko (curs d'aigua que barrava el pas) i es van camuflar a la vegetació de la riba esquerra. Els spahis d'Harmand van netejar el terreny per permetre a la 6ª companyia i a l'escamot Valentin desplegar-se. Els sofes foren rebutjats però perseguits per la cavalleria, van tenir 120 baixes (3 morts i 10 ferits pels francesos). Després de 10 hores de descans es va reprendre la marxa. Els sofres s'havien reagrupat més enllà de Diaman-Ko (rierol a 5 kilòmetres més al sud) i allí foren atacats a la baioneta pel capità Pineau que dirigia l'avantguarda. Llavors una banda de 500 sofes va passar a l'ofensiva que fou rebutjada per la 3ª companyia; el sotstinent Mazerand va morir d'un tret al coll. Les tropes es van posar en línia per un assalt final i van poder progressar a l'altre costat del riu fins que els sofes van fugir. Els francesos van acampar a la vora del rierol Diaman-Ko. El combat va costar als francesos 14 morts i 21 ferits.

## Conquesta de Bissandougou
L'endemà, 12 de gener, la columna va seguir el moviment cap a Bissandougou on Samori havia reorganitzat les seves forces. A l'arribada dels francesos l'almamy va evacuar la població que fou ocupada sense resistència. Samori havia concentrat les seves bandes a la vora de Kankan i després havia concentrat dos línies de defensa raonables intentant atacar el flanc; l'avantguarda francesa fou fustigada constantment i els sofes, a més, van demostrar una gran valentia i tenacitat.
La columna es va establir a Bissandougou per aprovisionar-se (estaven a 180 km de Siguiri i havien de penetrar en un país assolat amb pocs mitjans de transport). Humbert considerava imprudent seguir més al sud sense preparar-se bé, i va decidir esperar a la població les municions i queviures que necessitava. El 14 de gener 1400 portadors escortats pels spahis de Besset i tres companyies de tiradors, dirigits pel capità Rejou, van retornar a Kankan. El 18 de gener el capità Dunoyer va sortir de Kankan amb el re-avituallament cap a Bissandougou. Mentrestant, es van fer alguns reconeixements: el capità Arlabosse cap a Farabanna amb la 6ª companyia i els tiradors sudanesos i la infanteria de marina; en aquest lloc s'havia senyalat una concentració de sofes a 2 km al sud; els sofes es van retirar però per evitar un atac a les provisions els francesos sota el capità Harmand van decidir perseguir-los; va avançar cap a Gana on va trobar emboscats als sofes i en veure que era inferior en nombre, va demanar reforços que van arribar manats pel tinent Valentin; Gana fou rodejada i al cap de mitja hora ocupada, però els sofes van fugir perseguits pels spahis. El capità Goujet va veure que entre els fugitius hi havia el propi Samori i va fer esforços per atrapar-lo, però no ho va aconseguir. Quatre dies després el comboi d'aprovisionament va arribar a Bissandougou.
Humbert va fer alguns canvis en la formació de la columna: el tinent Perrin, malalt, fou substituït pel tinent Salvat; el capità Bonnier, ferit, es quedaria a Bissandougou; i el capità Wintemberger fou nomenat comandant de Bissandougou. El 20 de gener el capità Dunoyer va tornar a Kankan per recarregar el comboi.

## Conquesta de Kérouané
Humbert va decidir avançar cap a Kérouané on pensava instal·lar un a posició militar que afermaria l'autoritat francesa a la vall del riu Milo. Va sortir de Bissandougou el 22 de gener i es va dirigir al sud; a Bokhodougou, la cavalleria va topar amb els sofes i, després d'un curt intercanvi de trets prop de Fabala, va agafar posicions a la riba esquerra del Ouassa-Ko. Humbert va atacar als sofes que barraven la ruta i després d'un fort enfrontament aquests darrers es van dispersar perseguits pels spahis. Els presoners van revelar que més al sud, a Faradougou, i havia una posició molt forta. El 24 de gener la columna es va acostar a Faradougou, i va atacar a l'enemic que, recuperat de la sorpresa, va fer un moviment de canvi de front, però els francesos van atacar amb diverses forces a la vora del Diassa-Ko que van creuar i encara que van resistir amb energia van acabar retirant-se. L'endemà la columna va arribar a Baratoumboun, a la riba del Bécé-Ko i s'enfrontà altre cop a les bandes de Samori que ocupaven la població i el marigot. Les posicions del riu foren assaltades per baioneta i els sofes es van retirar; els spahis van provar de travessar el riu amunt o avall però no van poder i quan ho van fer pel gué, ja no van poder atrapar a Samori que altra vegada se'ls escapava. Els francesos van tenir dos morts i 7 ferits (entre els quals el tinent Salvat). Van passar la nit a Talibacoro.
El 26 de gener van continuar cap al sud per una plana fèrtil d'amplada 8 km al fons de la qual estaven Sanankoro i Kérouané. Les dues poblacions foren incendiades pels sofes que es van refugiar a la riba esquerra del Milo emportant-se a la població. Només una banda va restar a Kérouané i va presentar alguna oposició però també va acabar passant el riu. La columna francesa va acampar a la rodalia de Kérouané.
Samori va canviar de tàctica i va decidir establir la defensa en rius poc franquejables i terrenys impracticables. Mentre el comboi d'aprovisionament de Dunoyer va arribar un altre cop a Kankan, però en el camí havia tingut dificultats a Sana i fou atacat per un grup de sofes, que foren mantinguts a distància. El capità Sansarric va quedar rodejat per un grup de cavallers sofes; el tinent Belleville el va anar a ajudar i ho va aconseguir però va resultar mort en la lluita. L'endemà, en revenja, els francesos van parar una emboscada als sofes, que hi van caure patint unes quantes baixes; el 27 de gener estava a Bissandougou.
El 5 de febrer Humbert va enviar ordres a Dunoyer de portar els queviures a Kérouané. Humbert mateix el va anar a rebre deixant a Kérouané a la infanteria de marina, la 3ª companyia, una peça de 80 mm i un terç dels spahis. Advertit que hi havia enemics a Talibacoro, va girar a l'est al llarg de les muntanyes del Goye, sent el seu objectiu era distreure als sofes del comboi de provisions. A la nit va acampar a Alamana (3 quilòmetres a l'est de Talibacoro). L'endemà 6 de febrer, veient que no podia sorprendre a les forces de Samori, es va dirigir a Baratoumboun per trobar al capità Dunoyer, però aquest, advertit de forces enemigues a Talibacoro, havia retrocedit a Niakalémory.
De fet Dunoyer havia esperat ordres fins al dia 4 i al no rebre res, d'acord amb el capità Bonnier (recuperat de la seva ferida) i el capità Péroz (retornat de Sikasso), va marxar cap a Kérouané amb els portadors, la 2ª companyia d'auxiliars i alguns spahis. Va arribar fins al Diassa-Ko però després es va veure rodejat per totes parts pels sofes, i després de 10 hores de marxa dificultorsa va acampar la nit del dia 5 a Madiarédougou. Allí va saber que els sofes eren en bon nombre a Talibacoro, i com que no podria resistir un atac es va retirar a Niakalémory, advertint del seu moviment per un missatger enviat a Kérouané.
Humbert va anar a Niakalémory on va trobar el comboi i les dues columnes van marxar aleshores cap a Kérouané on van arribar el 8 de febrer; mentre els sofes s'havien concentrat a Faradougou per barrar una eventual retirada francesa.

## Batalla de Toukoro
Kérouané i Sanankoro estaven situades a 4 kilòmetres una de l'altra. Els francesos es van establir a la tata de Kérouané (construïda per Samori) que va esdevenir una posició fortificada. Més enllà del riu Milo s'elevava la muntanya de Toukoro amb un altiplà sobre el que se situaven dos poblacions, on l' almamy havia reunit provisions i tropes. Humbert va planejar atacar Toukoro, considerat el reducte de Samori, i va decidir atacar ràpidament i apoderar-se de les provisions allí acumulades. Els sofes controlaven els gué de Lélengué i Kérouané, que havien estat fortificats i al darrere, al pendent de la muntanya, hi havien uns 1000 homes dirigits per N'Golo. L'atac es va iniciar el 14 de febrer i la muntanya fou presa a costa de 7 ferits entre els quals el tinent Andlauer. També es va ocupar la diassa de Samori en aquest lloc. A l'altiplà es va trobar un botí amb 80.000 kg de sal en barres, 130.000 kg d'arròs, 71.000 cartutxos, 62.000 fusells i 25.000 kg de pólvora. Les tropes van retornar a Kérouané deixant a la muntanya al capità Péroz, amb tres companyies per cobrir les columnes i portadors que s'havien d'emportar el botí.
Tot i el cop que va suposar aquest combat, Samori i el gruix del seu exèrcit van poder escapar i a la riba dreta del Milo operaven moltes bandes de sofes, especialment a Talibacoro, que tallaven les comunicacions amb Kankan. Així que Humbert va desistir de perseguir als sofes cap al sud, per dedicar-se a construir la posició de Kérouané i reavituallar-la per acollir una guarnició durant l'època de pluges. No obstant, va saber per un espia que Samori era prop de Toukoro, en un llogaret al darrere de la muntanya, i va intentar atrapar-lo. Péroz es va dirigir el 17 de febrer cap al llogaret i Bonnier (ascendit a comandant feia pocs dies) l'havia de trobar a la plana. Péroz fou sorprès per un grup de sofes amagats en un rierol però va poder obrir-se camí cap al llogaret, encara que Samori ja havia tingut temps de fugir cap a Farako. Péroz va intentar perseguir-lo però es va trobar amb una línia d'alts turons desconeguts que li dificultaven el pas i que hagueren fet impossible reunir-se amb Bonnier, i va retornar. Mentre Bonnier havia avançat cap a Sirakoro i Oussouma, on se l'informava que es dirigia l' almamy, va enfrontar una partida de sofes en un rierol més enllà d'Oussouma, però igualment davant la naturalesa del terreny, va retornar (18 de febrer).
Havent escapat Samori, Humbert va decidir fer alguns reconeixements i si era possible retornar als civils als seus pobles, especialment Kérouané. Va enviar al capità Besset a Fabala i Goifé (28 de febrer) i va rebutjar un centenar de sofes però els ostatges i bestiar ja havien estat enviats més lluny. Al mateix temps Bonnier va arribar fins a Sabaridougou, va lliurar una escaramussa a la nit a Tabacoroni i va retornar a Kérouané amb uns 1200 a 1500 persones. El 28 de febrer el capità Péroz va recórrer les planes de Manifaradougou i de Farako on va recollir un centenar de camperols.

## Operacions del març i abril
A final de febrer la posició de Kérouané fou organitzada, només mancava el seu aprovisionament. Humbert va decidir anar amb totes les tropes a Bissandougou per formar un comboi que després portaria a Kérouané. El capità Dunoyer es va quedar en aquesta població amb la 3a companyia i la bateria de 80 mm. No obstant, desitjant saber la força de les bandes de la riba esquerra del Milo, es va dirigir per aquest costat pel gué de Lélengué, esperant al mateix temps poder agafar algunes collites dels llogarets de la zona. En arribar al riu Aramou fou aturat per un grup d'uns 400 sofes: els va atacar i dispersar però es van reagrupar i, l'endemà (1 de març), van fustigar més d'una vegada a la rereguarda del capità Péroz, al pas del Baoulé i fins a Fakoloya on Péroz els va dispersar amb una carrega a la baioneta. En acostar-se al Milo s'exposaven a les bandes de la riba dreta i així quan van arribar a Tiékoubabara, foren rebuts per trets des de l'altre costat del riu. No es podia travessar el riu però la 2ª companyia ho va fer nedant i va fer fugir als sofes. El gruix de l'exèrcit va buscar un pas, que va trobar en un gué prop de les altures de Koumakhana que, poc després, foren ocupades pels sofes. Tot i així, van poder travessar el riu. Van seguir cap a Lele i a la nit (2 de març) van arribar a Bissandougou on van restar fins al dia 9 per descansar.
La població estava ben aprovisionada perquè durant molts dies els vehicle havien estat funcionant des de Kankan portant material per Kérouané. Però durant els darrers dies de febrer la guarnició havia hagut de fer algunes sortides, entre altres una contra Fédéani (via Karadougou i Simbiani) per agafar una serie de bous en aquest llogaret. A la tornada, a Karadougou, foren assaltats per centenars de sofes, però foren rebutjats, retornant sans i estalvis el 12 de febrer amb 120 presoners i 3000 kg d'arròs.
El 9 de març els aprovisionaments per Kérouané estaven preparats i Humbert va ordenar la sortida per tornar allí. Es va formar una columna d'avituallament que marxava precedida d'una altra de combat a un dia de distància. Fins a Bokhodougou, la marxa es va fer sense incidents. L'endemà, però, van arribar a Fabala on foren acollits per trets per les bandes de Karamoko, Alpha i Kali, que s'havien parapetat al riu Ouassa-Ko. La 9a companyia va assaltar el riu i va dispersar als sofes; una mica més lluny, la columna fou altre cop aturada al riu Diassa-Ko, però van poder passar gràcies a l'artilleria que van instal·lar a l'altiplà de Faradougou i els sofes es van retirar dos quilòmetres més enllà del riu. El 10 i 11 de març les tropes van fer nit a Faradougou esperant al comboi de provisions, ja que en endavant (fins al riu Bécé-Ko) la regió era muntanyosa i no era prudent anar separats. Fins a Madiarédougou, van fer el camí gairebé junts. Mentre Samori va reunir les seves bandes (uns 3000 guerrers) a la riba esquerra del Bécé-Ko i estava disposat a impedir el pas d'aquest riu.
Humbert va deixar el comboi de provisions a Madiarédougou (14 de març) sota custòdia d'una companyia d'auxiliars i amb la resta va atacar als sofes. Aquests es van veure atacats per tot arreu i van fugir en desordre. Samori ja preveia que el centre s'enfonsaria i comptava en atacar llavors els flancs i ocupar als francesos, i mentrestant poder enviar la seva reserva contra el comboi. Però el pla va fracassar perquè les ales franceses van aguantar, i la posició d'algunes companyies franceses que van anar a acampar a Talivaoro, prop del comboi, el feia inviable. El 15 de març van fortir de les muntanyes i van entrar a la plana de Sanankoro-Kérouané.
A Kamendougou el comboi i la columna militar es van separar: Humbert es va dirigir a Kérouané amb el comboi i el gruix principal de les forces, i el comandant Bonnier fou enviat al sud-oest a buscar provisions a la zona de l'angle del Baoulé i el Milo. Bonnier va creuar el Milo pel gué de Lélengué i va avançar fins a Sabaridougou que va cremar igual que altres llogarets veïns; però davant de les pluges i el buit que li feien els sofes, va retornar a Kérouané.
Durant els dies d'absència del tinent coronel Humbert, el capità Dunoyer va aprofitar que els sofes seguien a la columna per saquejar la rodalia i va capturar 800 bous, 50 cabres i 8000 indígenes malinkes i peuls que foren repartits per la rodalia de la posició.
La hivernada s'acostava, els europeus es posaven malalts (el capità Harmond, afectat de febre biliosa hematúrica va morir el 10 de març) i Humbert, l'obsessió del qual era l'avituallament, va sortir de Kérouané després de formar la guarnició local composta de la companyia de sudanesos (tinents Salvat i Voulet), la tercera companyia de regulars (tinents Biétrix, Bunas i Laurent), tres peces de 80 mm (tinent Raimbaud); després canons de 37; una milícia mòbil i els indígenes establerts a la rodalia. Tenien queviures per deu mesos. El capita Wintemberger fou nomenat resident amb el tinent Andlauer com adjunt, i el metge Boissier com a cap de sanitat.
Humbert va tornar a Bissandougou i pel camí va tenir dos petits enfrontaments, un de nit a Madiarédougou; i un lleuger combat a la riba del Bananco. Va arribar sense altres problemes dos dies després. Va seguir després cap a Kankan, per recollir aprovisionaments per Bissandougou. Una companyia auxiliar va anar a Tinti-Oulé per impedir els pillatges entre Kankan i Bissandougou; els spahis sudanesos i senegalesos, amb els cavalls molt cansats, van anar a refer-se a la confluència del Níger i el Tankisso. Després de dos combois de Kankan a Bissandougou aquesta va quedar molt proveïda de queviures. La seva guarnició la formaven la 9ª companyia, dos canons de 80 mm, una peça de 80 mm, i estava dirigida pel capità Marignac ajudat pel tinent Maritz. Humbert va tornar llavors a Kankan, on va arribar el 10 d'abril i on va deixar al capità Ponsignon com a comandant del cercle amb una companyia de tiradors (tinent Seal). D'allí va passar a Siguiri.

## Humbert deixa el comandament
Es va donar ordres al comandants de Kouroussa i de Bamako de crear cadascun una companyia de tiradors sudanesos (la segona i tercera) i es van reclutar portadors a Bamako, Siguiri, Kouroussa i Banko pel cas d'una nova campanya. Durant el mes de maig Humbert va arribar a Kayes, on va renunciar a un any més de govern que se li havia concedit. Es va designar successor interí al tinent coronel Lefevre però aquest es va posar malalt a Saint Louis del Senegal abans de poder marxar a prendre possessió, i llavors es va designar al comandant Bourgey, al qual Humbert va entregar el comandament interí el 12 de juliol.

## Setge de Kérouané
Una vegada Humbert va abandonar Kérouané els sofes no van tardar en assetjar aquesta posició. El 23 de març van intentar un cop de mà sobre Sanankoro. Uns dies després van atacar Sanankoro i Kérouané però es van retirar al cap d'una hora. Els francesos van saber, per la població civil, que el propi Samori estava a Kabadianbara i les seves bandes s'estenien fins a Bissandougou. El capità Wintemberger va planejar apoderar-se de l'almamy i ho va encarregar al tinent Biétrix. El 20 de març aquest tinent va avançar de nit amb la seva companyia però foren descoberts. Tot i així va passar el Baoulé més amunt de Kabadianbara, i es va llençar contra el poblat, on es suposava que era Samori que va aconseguir escapar sacrificant a la seva guàrdia, la qual va resistir fins a morir. Però els sofes es van adonar que els francesos eren pocs i van contraatacar: Biétrix, ferit, fou substituït per Bunas; aquest va fer evacuar l'oficial en cap, el qual va rebre una bala estant a la llitera i va morir. L'endemà a la nit, 2 d'abril, van poder tornar a Kérouané.
A l'abril les forces adverses es repartien per la plana de Kérouané-Sanankoro: Samori, amb 800 hommes, era a Kabadianbara; N'Golo amb 300 homes era a Khendoba; grups menors eren a les muntanyes de l'est; al nord Kali i Alpha tenien 1000 homes i ocupaven la ruta de Bissandougou. En total uns 2000 homes en un radi d'entre 10 i 40 km. Els mesos d'abril i maig els francesos van fer diversos reconeixements a l'entorn de Kérouané i Sanankoro. A partir de maig Samori va deixar de rebre armament dels britànics de Sierra Leone, el Kouranko es va revoltar i Samori va començar a perdre la confiança en alguns dels seus caps de bandes. Llavors es va acostar a Tieba de Sikasso (Kenedugu) que poc abans li havia ofert una aliança; el 9 de maig Samori va abandonar Kabadianbara per anar a Guéléba (a l'est del riu Dion). La seva intenció era abandonar a França la riba esquerra del Dion i crear un nou regne a Nafana, on va trobar al seu lloctinent Sékou-ba que, des de 1891, intentava conquerir els territoris de l'alt Cavally i del Bandama. Kali i Alpha es quedarien on estaven per protegir el despalaçament del seu cap.
El 10 de maig la companyia de sudanesos del tinent Salvat va sorprendre el campament d'Alpha prop de Kamendougou. Uns dies després (18 de maig) el mateix Salvat va intentar capturar a N'Golo establert a Oussouma, però foren descoberts, i N'Golo es va reunir amb Samori a l'est.
El capità Wintemberger va organitzar les dues posicions que dirigia (Sanankoro-Kérouané). El juny ja havia format una companyia auxiliar de 80 homes i un escamot de 20 cavallers entre els refugiats bambares. Però després va morir de malaltia. Durant tota la hivernada la guarnició va romandre assetjada i va seguir així fins al gener de 1893. Al juny el cap de banda Kali va entrar a Koumbaouléni, al sud de Kankan, per tallar les comunicacions entre Bissandougou i Kankan. El capità Ponsignon va enviar una secció de tiradors dirigida pel tinent Seal que va atrapar als sofes el 13 de juny, els va foragitar i els va fer presoners. La pròpia gent de la població va fer sortides atrapant sovint alguns sofes.
Des de l'inici de les operacions el cap de banda Bilali s'havia establert a Hérimakono prop de la frontera de Sierra Leone per poder mantenir els contactes amb els britànics. El març, abril i maig va fer incursions de pillatge a l'est de Kouroussa i de Dinguiray; aquestes ràtzies no foren molt fructíferes, ja que la zona havia estat devastada l'any anterior i les poblacions locals fustigaven als sofes. Així, cap a final d'abril, els habitants d'un poblat a 5 km de Kouroussa van rebutjar a uns 20 sofes que els havien assaltat. Un mes després seixanta guerrers de l'Oulada i del Dinguiray van sortir de Banko cap a Oussouga buscant als enemics sofes que eren uns 100, i els van posar en fuita. Les guarnicions de Banko i Kouroussa vigilaven sempre, per si calia intervenir. A mitjan juny, el comandant de Kouroussa va saber que un tinent de Bilali, vingut de Dentilia amb seixanta infants i vint cavallers, es dirigia cap a Dougoura, va enviar un escamot sota el tinent Baudot que va trobar als sofes a Bokhoro (20 de juny) i els va dispersar. El 28 de juny el tinent Charbonnié va enviar des de Banko, un equip de reconeixement al sud, cap a Denda. Els sofes de la zona van fugir.

## Balanç
Al curs dels disset combats lliurats contra els sofes, els francesos van perdre quatre oficials i 47 homes; dotze oficials i 140 homes foren ferits. A més 56 oficials i 114 homes de tropa europeua es van posar malalts greus. Molts no van tornar mai, entre els quals el capità Szymanski (mort de cami a Niagassola); el capità Menon (mort a Kita l'abril); el tinent Morin, mort a Siguiri; i el tinent Laurent, mort quan anava a desembarcar a Burdeus a final de juny de 1892.
La tasca d'acabar amb Samori fou proposada al tinent coronel Archinard que va acceptar a la fi del mes d'agost, i va ser nomenat el dia 27 d'aquest mes per segona vegada com a comandant superior ara amb el rang de coronel. A més, el Territori del Sudan Francès perdia la seva condició de territori dependent de la colònia del Senegal i era elevat a colònia separada (colònia del Sudan Francès).